# 葉可樑

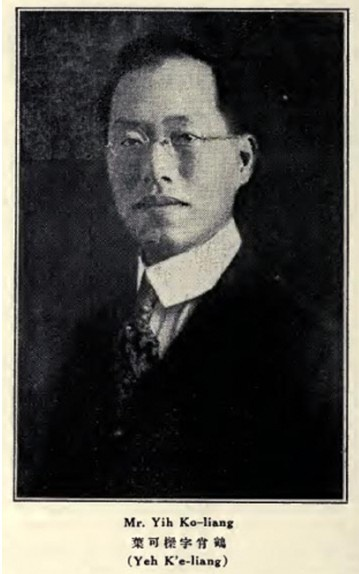

葉可樑（1879年—1972年）字肖鹤，福建省闽侯县人。中华民国外交官、教育家。

## 生平

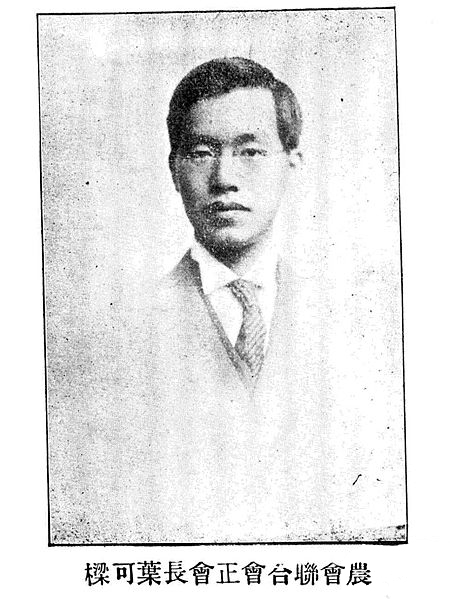

葉可樑來自閩侯白石頭（富沙）葉氏家族。堂伯葉祖珪及父親葉伯鋆(字鶴舫, 約1855-1901，曾任登瀛洲號及南瑞號管帶等軍職）皆為福建船政學堂學生，後來成爲清末海軍名將。母親施晴雪為同盟會會員長樂詩人施景琛大姊。
叶可樑早年先后于福州英华书院、上海圣约翰大学毕业。1905年，留学美国，入康奈尔大学农科，1908年获学士学位。此后，入密西根矿业学校，获硕士学位。 归国后，1910年任《北京日报》主笔。授翰林院編修，1912年2月至5月，任京师大学堂农科大学监督。1912年5月至1913年1月，任北京大学校农科大学学长。1912年7月至8月，北京大学校农科大学学长叶可樑参加了全国临时教育会议。
1914年，叶可樑出任北京政府外交部佥事。1915年，任驻美国二等书记官。1919 年1月，任驻温哥华领事。1921年2月，署驻旧金山总领事。1922年12月，任驻旧金山总领事，1926年归国。
1927年，叶可樑任国民政府外交部编纂处编纂。1927年11月，署驻爪哇总领事，但未到任。1927年12月，署驻菲律宾总领事，1928年10月归国。1932年11月，署驻纽约总领事。1934年6月，任驻纽约总领事，1935年2月归国。 1960年，经当时南京市领导彭冲推荐，叶可梁以无党派专家身份出任南京市政协委员，他勤于笔耕，可惜文稿在文革中全被焚毁。
1972年，叶可樑逝世，享年84岁。
夫人何紉蘭，為嚴復的大妹與海軍將領何心川之女。 堂妹葉可羲（字超農，號竹韻軒主人，1902-1985）為著名閩中女詩人，師從何振岱。

## 延伸阅读
[在维基数据编辑]
 《游美同學錄·葉可樑》，出自《游美同學錄》